# 대한민국 형사소송법 제56조
대한민국 형사소송법 제56조는 공판조서의 증명력에 대한 형사소송법의 조문이다.

## 조문
제56조(공판조서의 증명력) 공판기일의 소송절차로서 공판조서에 기재된 것은 그 조서만으로써 증명한다.

第56條(公判調書의 證明力) 公判期日의 訴訟節次로서 公判調書에 記載된 것은 그 調書만으로써 證明한다.

## 판례

### 공판조서의 배타적 증명력
그 중명력은 공판조서 이외의 자료에 의한 반증이 허용되지 않는 절대적인 것이다.

### 공판기일에서의 소송절차에 관한 사실의 증명방법
소송절차에 관한 사실은 공판조서에 기재된 대로 공판절차가 진행된 것으로 정명되고 다른 자료에 의한 반증은 허용되지 않는다

### 공판조서의 기재가 소송기록상 명백한 오기인 경우
공판조서의 기재가 소송기록상 명백한 오기인 경우에는 공판조서는 그 올바른 내용에 따라 증명력을 가진다

### 공판조서의 기재가 명백한 오기인지 여부에 관한 판단자료의 범위
공판조서의 기재가 명백한 오기인 경우를 제외하고는 공판기일의 소송절차로서 공판조서에 기재된 것은 그 조서만으로써 증명되고 그 증거목록의 기재는 공판조서의 일부로서 명백한 오기가 아닌 이상 절대적인 증명력을 가지게 된다. 공판조서의 기재가 명백한 오기인지 여부는 원칙적으로는 공판조서만으로 판단하여야 할 것이고 공판조서가 아니더라도 당해 공판절차에 제출되어 공판기록에 편철되거나 법원이 직무상 용이하게 확인할 수 있는 자료 중에서 신빙성 있는 객관적 자료에 의하여 판단한다.

## 참고 문헌
- 손동권 신이철, 새로운 형사소송법(초판, 2013), 세창, 2013. ISBN 9788984114081